# Hemioplisis impurpurata
Hemioplisis impurpurata là một loài bướm đêm trong họ Geometridae.